# 周南 (成化丁未進士)
周南（1450年—？年），字化行，四川成都府井研縣人，軍籍，治《詩經》，明朝政治人物。

## 生平
四川鄉試第八名舉人。成化二十三年（1487年）中式丁未科三甲第一百二十六名進士。

## 家族
曾祖周子富；祖父周毅，貢士；父周庸，前母陳氏；李氏。